# Яно, Витторио

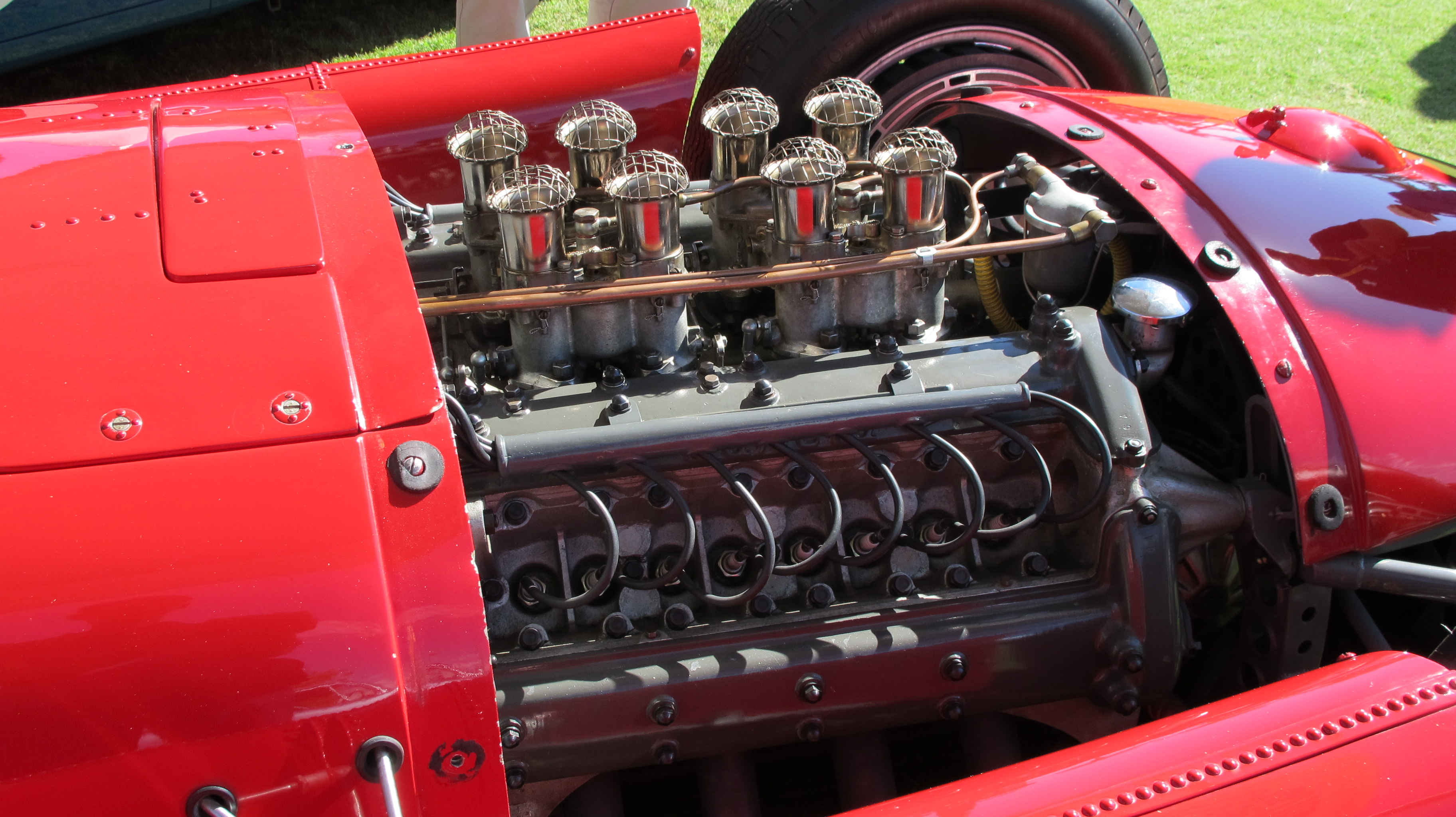
Яно разработал V8-двигатель для автомобиля Lancia-Ferrari D50 Grand Prix

Витторио Яно (венг. János Viktor; 22 апреля 1891 — 13 марта 1965) — итальянский автомобильный конструктор венгерского происхождения.

## Биография
Витторио Яно (Джано), при рождении венг. János Viktor, родился в Сан-Джорджо-Канавезе в Пьемонте, в семье венгерских иммигрантов, пееребравшихся в Италию несколькими годами ранее. Яно начал свою карьеру в туринской автомобильной компании «Рапид», владельцем которой был Д. Б. Чейрано.
В 1911 году он перебрался в компанию Фиат под руководством Луиджи Бацци (итал. Luigi Bazzi). Впоследствии он вместе с Луиджи Бацци перешёл в Alfa Romeo, в 1923 году сменив там Джузеппе Мерози на должности главного инженера. В Alfa Romeo его первой работой стал рядный восьмицилиндровый двигатель, устанавливаемый на гоночную модель Alfa Romeo P2. На этой машине команда Альфа Ромео выиграла Всемирный чемпионат конструкторов автомобилей (AIACR) в 1925 году, одержав победу в двух гонках Гран-при из четырёх. В 1932 году Яно представил Alfa Romeo P3, ставший стал классическим гоночным автомобилем, на котором команда Феррари добилась нескольких впечатляющих успехов, в том числе одержав легендарную победу в Гран-при Германии 1935 года. Для обычных автомобилей Alfa Romeo Яно разработал серию мелких и средних различных 4-, 6-, 8-цилиндровых однорядных двигателей, основанных на базе модели P2, который положил начало классической архитектуре двигателей Alfa Romeo. Это были двигатели, изготовленные из лёгких сплавов, с полусферическими камерами сгорания,  с центральнорасположенными свечами зажигания, с двумя рядами клапанов на цилиндр и двойным газораспределительным механизмом. В 1936 году Витторио Яно разработал модель Alfa Romeo 12C с двигателем V12, однако данный автомобиль не был удачен, что и послужило причиной для увольнения Витторио из Alfa Romeo в конце 1937 года.
В 1937 году Яно перебрался в  компанию Lancia. Среди его разработок была попытка создать автомобиль для гонок серии Гран-при. В 1954 году был представлен автомобиль Lancia D50, но в 1955 году поражение Альберто Аскари и катастрофа на гонка Ле-Ман заставили компанию отойти от идеи участия в гонках серии Гран-При. Компания «Феррари» воспользовалась этим и в том же году переманила Яно к себе.
Яно внес значительный вклад в развитие «Феррари». Новая серия разработанных им двигателей помогла «Феррари» одержать две победы на Чемпионате мира по гонкам на спортивных автомобилях. При поддержке Альфредо «Дино» Феррари, сына основателя компании, новые V-образные шестицилиндровые двигатели конструкции Яно потеснили более крупные V-образные шести- и восьмицилиндровые двигатели Lampredi и Colombo. После смерти Дино, названный в честь него V-образный шестицилиндровый двигатель «Дино» стал основным для первых дорожных автомобилей со среднемоторной компоновкой.
В 1965 году Яно Витторио тяжело заболел и в том же году, в Турине, покончил жизнь самоубийством.